# Текстилац (Оджаці)
Футбольний клуб «Текстилац Оджаці» (серб. Фудбалски клуб Текстилац Оџаци) — сербський футбольний клуб, який базується у місті Оджаці у Воєводині. Команда з 2024 року грає в Сербській Суперлізі, найвищій футбольній лізі Сербії, після виграшу плей-оф на підвищення в першій лізі Сербії. «Текстилац» заснований у 1919 році, та більшу частину своєї історії грав у нижчих лігах Югославії та Сербії. Клуб проводить домашні матчі на стадіоні «Славко Малетін Вава» місткістю 5500 глядачів.